# Basses (Vienne)
Basses település Franciaországban, Vienne megyében. Lakosainak száma 336 fő (2022. január 1.). Basses Bournand, Loudun, Sammarçolles és Vézières községekkel határos.

## Népesség
A település népességének változása:
| Lakosok száma | 341  | 330  | 328  | 323  | 319  | 321  | 322  | 327  | 336  |
|               | 2013 | 2015 | 2016 | 2017 | 2018 | 2019 | 2020 | 2021 | 2022 |